# Kostel svatého Víta (Osečná)
Kostel svatého Víta v Osečné je římskokatolický farní kostel. Pozdně gotická a renesanční sakrální stavba je z roku 1568. Kostel je chráněn jako kulturní památka.

## Historie
Kostel byl postaven v letech 1565–1568 zřejmě od B. Serviho v pozdně gotickém a renesančním slohu. Věž pochází z roku 1619 a v roce 1870 byla regotizována. Opravena byla v roce 1901.

## Architektura
Kostel je trojlodní, síňový o třech osách. Má polygonální presbytář (s opěráky a čtyřmi hrotitými okny s kružbami) a čtvercovou sakristií. Západní věž je hranolová. Nahoře je věž oktogonální, s hrotitým profilovaným portálem, ve kterém jsou barokní dveře pocházející z konce 17. století řezané do akantů.
Trojlodí je sklenuto 3x3 kříži s hřebíkovými hranami. V severní lodi je zděná tribuna, která je podklenuta valeně; dále dřevěná dvojramenná kruchta a presbytář, který je sklenut valenou klenbou se sítí žeber. Sakristie má valenou klenbu.
Zařízení kostela je pseudogotické a pochází z období kolem roku 1904. Titulární oltářní obraz namaloval jiřetínský malíř Johann Birnbaum (1793–1872). Boční oltář sv. Jana Nepomuckého (na pravé straně) je klasicistní panelový z konce 18. století. V kostele se nachází cenná renesanční kazatelna, na jónském pilíři z doby výstavby kostela. Kamenná křtitelnice je kalichová, má tesané festony s andílky a pochází z roku 1612. Renesanční figurální náhrobník umístěný v kostele je již otřelý. Na tribuně býval hlavní oltářní obraz sv. Víta (po roce 1825). V závěru kostela (zevně) je kamenný náhrobník s poškozeným reliéfem Piety z 1. poloviny 17. století. Náhrobník má pozoruhodnou roztřesenou modelaci drapérie.

## Okolí kostela
Nedaleko stojící fara je empírová z roku 1830. Jedná se o volnou, jednopatrovou, hladkou stavbu.